# Dorfromantik: Das Brettspiel

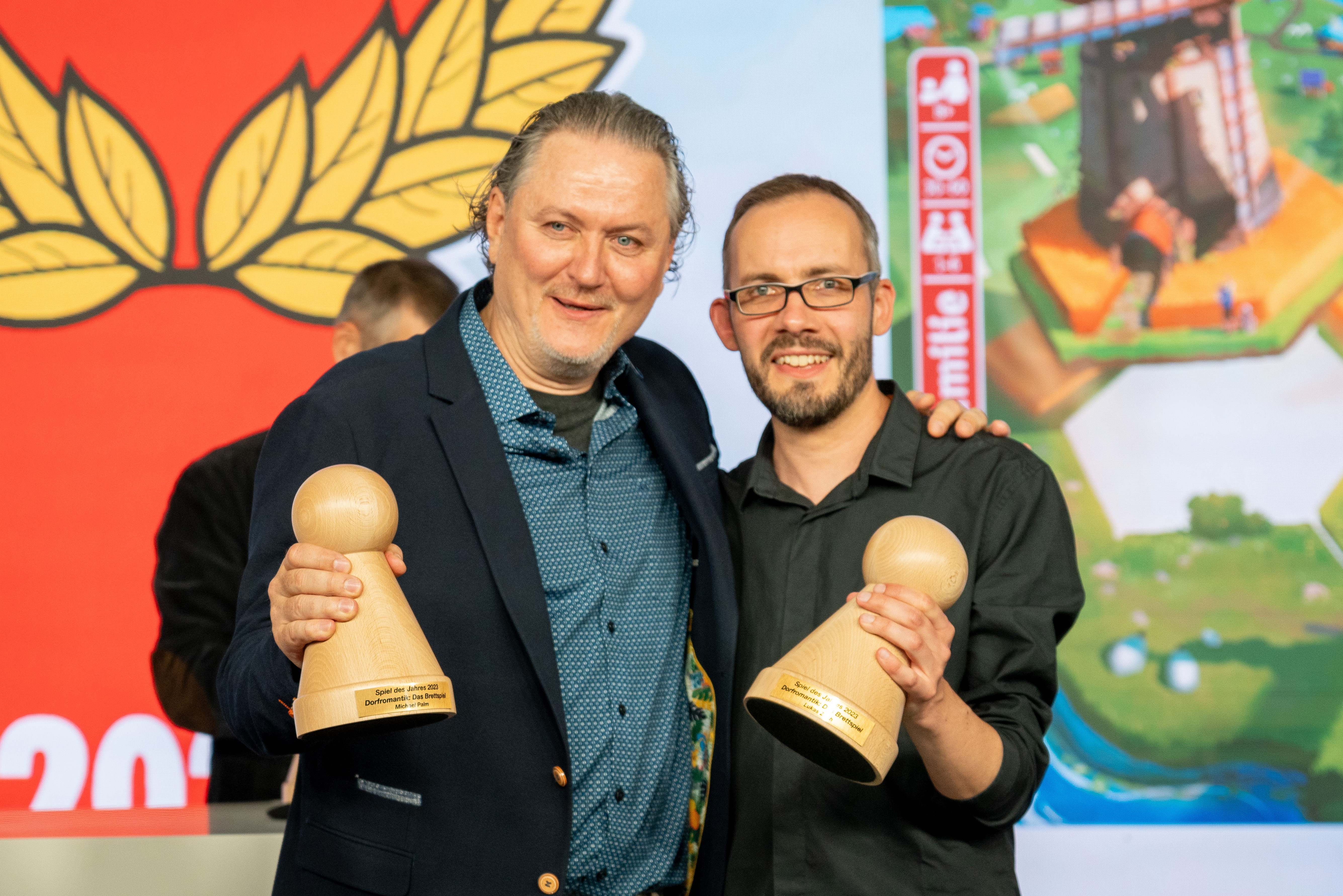
Die Autoren Michael Palm und Lukas Zach bei der Spiel-des-Jahres-Preisverleihung 2023

Dorfromantik: Das Brettspiel ist ein kooperatives Familien-Brettspiel der deutschen Spieleautoren Lukas Zach und Michael Palm, das im Jahr 2022 beim Verlag Pegasus Spiele erschienen ist. Es handelt sich um eine analoge Brettspieladaption des Computerspiels Dorfromantik in Form eines kampagnengetriebenen Legespiels mit Landschaftsplättchen, bei dem die Spieler verschiedene Aufgaben erfüllen müssen und damit Punkte bekommen. Das Spiel wurde 2023 als Spiel des Jahres ausgezeichnet.
2023 erscheint ein Ableger Dorfromantik - Das Duell in einer Zwei-Spieler-Variante bei Pegasus Spiele. Das Grundprinzip des Spiels bleibt dabei erhalten, doch nun bauen beide Seiten mit dem gerade aufgedeckten Plättchen die eigene Landschaft weiter aus. Ein Jahr später wurde mit Dorfromantik: Sakura eine Version veröffentlicht, die in Japan angesiedelt ist.

## Thema und Ausstattung
Bei Dorfromantik: Das Brettspiel legen die Mitspieler gemeinsam eine Landschaft aus sechseckigen Landschaftsplättchen und versuchen dabei, aufgedeckte Aufträge zu erfüllen. Zudem sollen sie eine möglichst lange Bahnstrecke und einen möglichst langen Fluss bilden. Durch das Erfüllen der Aufgaben erhalten die Spieler Punkte und sie können durch das Erreichen von vorgegebenen Zielen weiteres Spielmaterial und zusätzliche Aufgaben für spätere Runden erhalten. Auf diese Weise entwickelt sich das Spiel über mehrere Runden kampagnengetrieben weiter, bis das gesamte Spielmaterial freigespielt ist. Das Spielmaterial besteht in der Startversion neben einer Spielanleitung aus 48 Landschaftsplättchen und 25 Auftragsplättchen, 25 Auftragsmarkern, einem Kampagnenblock und einem Wertungsblock. Hinzu kommt Zusatzmaterial, das über fünf Schachteln verteilt ist, die erst im Laufe der Kampagnen geöffnet werden. Darin enthalten sind 32 weitere Plättchen, 31 Karten, acht Marker, fünf Herzen aus Holz und ein Kunststoffaufsteller.
Die Gestaltung der Spielelemente und der Spielschachtel stammt von dem Grafiker Paul Riebe.

## Spielweise

### Vorbereitung
Dorfromantik: Das Brettspiel wird gemeinsam und kooperativ gespielt, alle Spieler versuchen also, ein gemeinsames Ziel zu erreichen. Vor der ersten Runde werden alle Auftragsplättchen gemischt und verdeckt in beliebig vielen Stapeln am Rand der Spielfläche verteilt. Die Auftragsmarker werden getrennt nach Farben gemischt und in Stapeln zu den Auftragsplättchen gestellt. Danach werden alle Landschaftsplättchen gemischt und drei Plättchen werden ungesehen aus dem Spiel entfernt. Auch die Landschaftsplättchen werden in beliebig vielen verdeckten Stapeln am Rand des Spielfelds verteilt, getrennt von den Auftragsplättchen.
Der Wertungs- und der Kampagnenblock kommen erst zum Spielende zum Einsatz, die noch ungeöffneten Schachteln mit zusätzlichem Spielmaterial werden erst im Laufe der Kampagne geöffnet und kommen dann ins Spiel.

### Spielregeln
Das Spiel beginnt mit einem von der Gruppe bestimmten Startspieler und wird im Uhrzeigersinn gespielt. Der jeweils aktive Spieler deckt in seinem Zug entweder ein Landschafts- oder ein Auftragsplättchen auf und legt es auf die Spielfläche. Dabei diskutieren die Mitspieler über die Position, da sie gemeinsam möglichst viele Punkte erreichen wollen. In den ersten drei Zügen werden dabei jeweils Auftragsplättchen aufgedeckt und bei jedem neuen Auftrag wird immer auch ein Auftragsmarker der entsprechenden Farbe aufgedeckt und auf das Plättchen gelegt. Weitere Aufträge werden am Zuganfang immer dann aufgedeckt, wenn weniger als drei noch zu erfüllende Aufträge vorhanden sind. Sie dürfen auch an Bereiche angelegt werden, in dem bereits erfüllte oder nicht erfüllte Auftragsplättchen vorhanden sind.
Liegen drei Aufträge offen auf der Spielfläche, deckt der aktive Spieler ein Landschaftsplättchen auf und platziert es entsprechend der Legeregeln auf der Spielfläche. Das erste Landschaftsplättchen darf dabei beliebig abgelegt werden, danach muss jedes neue Landschaftsplättchen an mindestens einer Kante mit der bereits ausliegenden Landschaft verbunden sein. Benachbarte Plättchen müssen bezüglich der darauf abgebildeten Landschaften nicht übereinstimmen, Bahnlinien und Flüsse müssen jedoch fortgesetzt werden und dürfen nicht abgebrochen werden. Zu Beginn der Kampagne gibt es drei Landschaftsplättchen, auf denen je eine Fahne abgebildet ist. Bei Spielende bekommen die Spieler Sonderpunkte für diese Fahnen, wenn es ihnen gelingt, die zugehörigen Landschaften ohne offene Kanten abzuschließen.
Über das Anlegen von Landschaftsplättchen können im Laufe des Spiels die ausliegenden Aufträge erfüllt werden. Diese bestehen immer aus einem Landschaftstyp bzw. einem Fluss oder einer Bahnstrecke sowie aus einer Vorgabe, wie viele Plättchen dieser Art zum Erfüllen benötigt werden. Ein Auftrag ist dann erfüllt, wenn die angegebene Anzahl von Landschaftsplättchen mit dem jeweiligen Landschaftstyp als zusammenhängende Fläche ausliegt oder ein Fluss bzw. eine Bahnlinie aus der geforderten Anzahl von Abschnitten besteht. Einzelne Plättchen können dabei auch genutzt werden, um mehrere Aufgaben zu erfüllen. Die Auftragsmarker erfüllter Aufträge werden gesammelt und sind eine Punktequelle für die Endwertung.
Das Spiel endet, sobald alle Landschaftsplättchen aufgebraucht sind. Nicht genutzte Auftragsplättchen und -marker werden dann aus dem Spiel genommen. Sollte mit dem letzten Landschaftsplättchen ein Auftrag erfüllt worden sein, können ein oder mehrere Auftragsplättchen noch angelegt werden, bis kein Auftrag mehr erfüllt wird. Danach werden die Punkte für die Partie auf dem Wertungsblatt notiert. Dabei zählen die Anzahl und Größe der erfüllten Aufträge, die geschlossenen Landschaftsfelder mit den Fahnen, der längste Fluss und das längste Gleis für die Wertung; in späteren Partien kommen weitere Punktewertungen entsprechend der freigeschalteten Kampagnen hinzu. Nachdem die Punkte berechnet wurden, wird über das Kampagnenblatt der Fortgang der Kampagne überprüft und ermittelt, ob gegebenenfalls Material für die kommende Runde freigespielt wurde.

## Entwicklung und Veröffentlichungen
Das Spiel Dorfromantik: Das Brettspiel wurde von den deutschen Spieleautoren Michael Palm und Lukas Zach entwickelt und erschien 2022 bei dem Verlag Pegasus Spiele in einer deutschen Version. 2023 gab es weitere Versionen auf Englisch, Französisch, Polnisch, Ungarisch, Chinesisch, Japanisch und Thai zusammen mit weiteren Auflagen auf Deutsch. 2024 folgten Spanisch, Italienisch, Ukrainisch, Russisch, Tschechisch und Koreanisch.
2023 folgte zudem die erste Mini-Erweiterung mit Die große Mühle bestehend aus zwei neuen Karten und einer Mühlenfigur. Zudem erschien 2023 mit Dorfromantik: Das Duell eine kompetitive Zweispielerversion des Spiels, das zudem eine weitere Erweiterung für Dorfromantik: Das Brettspiel erhielt.
2024 wurde mit Dorfromantik: Sakura ein eigenständiges Spiel mit einer Japan-Thematik und neuen Elementen, das auf Dorfromantik: Das Brettspiel aufbaut, veröffentlicht.

## Rezeption
Das Spiel wurde von mehreren Kritikern und auf mehreren Plattformen überwiegend positiv bewertet. Stefan Duksch gibt dem Spiel bei seiner Rezension in der Fachzeitschrift spielbox zehn von zehn möglichen Punkten und beschreibt es als einen „echten Coup“. Nach seiner Darstellung sei es „dem Autorenduo Zach & Palm mit Bravour gelungen, die meditative PC-Soloerfahrung in eine gesellige und kommunikative Gruppenarbeit zu verwandeln“ und das Spiel treffe „mit seiner Ruhe und Entschleunigung […] perfekt den Zeitgeist inmitten der Hochzeit der Pandemie.“
Laut Udo Bartsch ist es „reizvoll“ und „zunehmend interessant, wenn mehr Teile und Projekte ins Spiel kommen und viele Dinge gleichzeitig unter einen Hut gebracht werden müssen.“ Nach seiner Meinung eignet es sich dadurch, dass alle Informationen für alle Mitspieler offen liegen, sehr gut als Solospiel. Es hat seiner Meinung nach „den Reiz eines Endlosspieles. Es beginnt ganz klein – und wird immer größer, gar riesig. Es geht immer voran, mal schneller, mal langsamer, das Spielgefühl ist konstruktiv. Man kann auch gar nicht verlieren, sondern höchstens weniger gewinnen.“ Harald Schrapers bewertete das Spiel mit fünf von sechs möglichen Punkten. Nach seiner Ansicht kann sich ein Spiel gar „nicht analoger anfühlen als Dorfromantik“ und deshalb verwundert ihn, dass es auf einem Computerspiel basiert. Er vergleicht das Spiel mit Carcassonne und auch nach seiner Ansicht ist Dorfromantik in der analogen Version wie in der Computerspielversion ein Solospiel, das aber zu zweit vor allem dann gut funktioniert, wenn sich die Spieler auf „ähnlicher spielerischer Wellenlänge befinden. […] Wenn man gut harmoniert, erzeugt Dorfromantik einen spielerischen Sog.“ In der spielbox-Rezension seines Kollegen bezeichnete Schrapers das Spiel als „unspektakuläres Plättchenlegen, das an ein friedliches Carcassonne erinnert“, gab ihm jedoch trotzdem acht von zehn möglichen Punkten.

## Belege
1. ↑  Daniel Krause: Spiel des Jahres 2023 wird mit „Dorfromantik – Das Duell“ fortgesetzt , auf brettspiel-news.de, abgerufen am 28. August 2023
2. 1 2 3 4 5 6 7 8 9 10  
Spielanleitung Dorfromantik: Das Brettspiel, Pegasus Spiele 2023
3. ↑  
Dorfromantik: Das Brettspiel, Versionen bei BoardGameGeek. Abgerufen am 3. Januar 2024.
4. ↑  Dorfromantik: Das Brettspiel – Die große Mühle in der Spieledatenbank BoardGameGeek (englisch); abgerufen am 3. November 2024.
5. ↑  Dorfromantik: Das Duell in der Spieledatenbank BoardGameGeek (englisch); abgerufen am 3. November 2024.
6. ↑  Dorfromantik: Das Duell – Zusatzspielmaterial in der Spieledatenbank BoardGameGeek (englisch); abgerufen am 3. November 2024.
7. ↑  Dorfromantik: Sakura in der Spieledatenbank BoardGameGeek (englisch); abgerufen am 3. November 2024.
8. 1 2  
Stefan Duksch: Von Pixel zu Pappe, Rezension in der Zeitschrift spielbox 6/2022, S. 18–19.
9. ↑  
Udo Bartsch: Dorfromantik: Das Brettspiel, Rezension auf „Rezensionen für Millionen“, 22. Dezember 2022; abgerufen am 6. Mai 2023.
10. ↑  
Harald Schrapers: Dorfromantik, Rezension auf „Games we Play“; abgerufen am 6. Mai 2023.